# Abdullah al-Dosari
Abdullah Saleh al-Dosari (arabe : عبدالله صالح) (né le 1er novembre 1969 à Dammam en Arabie saoudite) est un footballeur international saoudien, qui évoluait au poste de défenseur.

## Biographie

### Carrière de sélection
Avec l'équipe d'Arabie saoudite, il a été sélectionné entre 1988 et 2001, et fut notamment dans le groupe des 23 lors de la Coupe d'Asie des nations de 1992, ainsi que lors de la Coupe des confédérations de 1992.
Il a également disputé la coupe du monde de 1994.